# Framboise (Cap-Breton)
 Framboise  (en gaélique écossais: Àite nan Sùbhagan-Craoibh) est une communauté acadienne sur la route 247 dans le comté de Richmond au Cap-Breton.